# ژرژ گارنیه
ژرژ گارنیه (فرانسوی: Georges Garnier‎; ۱ ژانویهٔ ۱۸۷۸ – ۱ ژانویهٔ ۱۹۳۶) بازیکن فوتبال اهل فرانسه بود.